# Hans Josef Mundt
Hans Josef Mundt (* 13. März 1914 in Siegburg; † 21. Juli 2002 in München) war ein deutscher Schriftsteller, Verlagslektor und -leiter.
Nach dem Besuch eines Gymnasiums in Siegburg studierte er Philosophie, Kunst- und Literaturgeschichte sowie Zeitungswissenschaften in München, Freiburg, Bonn und Paris. Er promovierte im Jahr 1948. Zwischen 1939 und 1946 leistete er seinen Wehrdienst ab und war in Kriegsgefangenschaft. 1947 war er Lektor im Bürger Verlag, von 1948 bis 1973 arbeitete er als Verlagslektor, -redakteur, -leiter und Geschäftsführer. Er war Verlagsleiter des Verlags Kurt Desch. Von 1974 bis 1983 war er geschäftsführendes Vorstandsmitglied der VG Wort und ab 1984 Geschäftsführer des Sozialfonds und des Autorenversorgungswerks der VG Wort.
1942 heiratete er Edith Mundt, geb. Heuser († 1993), mit der er zwei Söhne hatte. Mundt war Mitglied der Gruppe 47 und des PEN-Zentrums Deutschland.

## Publikationen
- Voltaire und die Presse: Ein Beitrag zum literarischen Journalismus des 18. Jh. in Frankreich mit einem Ausblick auf die Gesamtheit des Pressewesens. München, Phil. F., Diss. v. 1. März 1949.
- Hrsg.: Theodor Fontanes Gesammelte Werke, 1954.
- Herausgaben mit Robert Jungk ab 1964. Modelle für eine neue Welt – Der Griff nach der Zukunft; Wege ins neue Jahrtausend; Deutschland ohne Konzeption?; Unsere Welt 1985; Das umstrittene Experiment – Der Mensch; Liebe und Hunger; Vor uns das Paradies?; Eskalation der neuen Waffen; Der Weg ins Jahr 2000; Maschinen wie Menschen; Herausforderungen an die Zukunft; Weil wir überleben wollen; Welt-Gesundheitsreport; Hat die Familie noch eine Zukunft?